# Chrysler 200
De Chrysler 200 is een middenklasser van de Amerikaanse autofabrikant Chrysler die van 2010 tot 2016 in twee generaties geproduceerd werd. De eerste generatie was beschikbaar als sedan en cabriolet, de tweede generatie uitsluitend als sedan. In Europa werd de cabriolet verkocht als Lancia Flavia.
De benaming "200" werd voor het eerst gebruikt voor de 200C, een prototype van een hybride wagen dat in 2009 getoond werd op de NAIAS in Detroit en gebaseerd was op de grotere Chrysler 300. De 200C was ontworpen om zowel elektrische, hybride als traditionele aandrijflijnen met verbrandingsmotoren te kunnen gebruiken.

## Eerste generatie (2010-2014)
De eerste generatie van de Chrysler 200 was in feite een facelift van de Chrysler Sebring. De wagen debuteerde op het Autosalon van Los Angeles in 2010. Hoewel de Chrysler 200 nog steeds gebruik maakte van het JS-platform, waren er veel cosmetische en technische wijzigingen ten opzichte van de Sebring zodat de 200 volgens de fabrikant een dynamischer rijgedrag vertoonde.

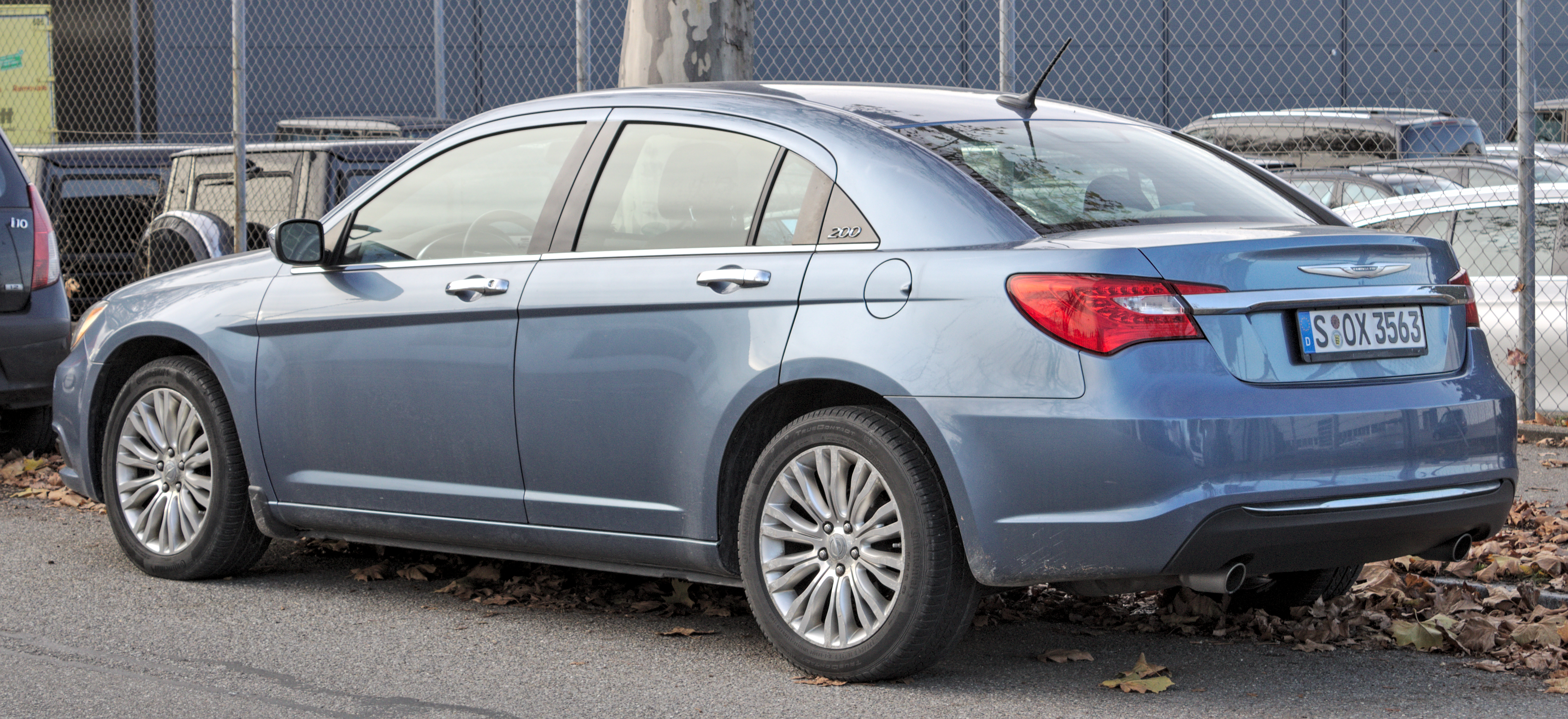
Chrysler 200 Sedan, achteraanzicht
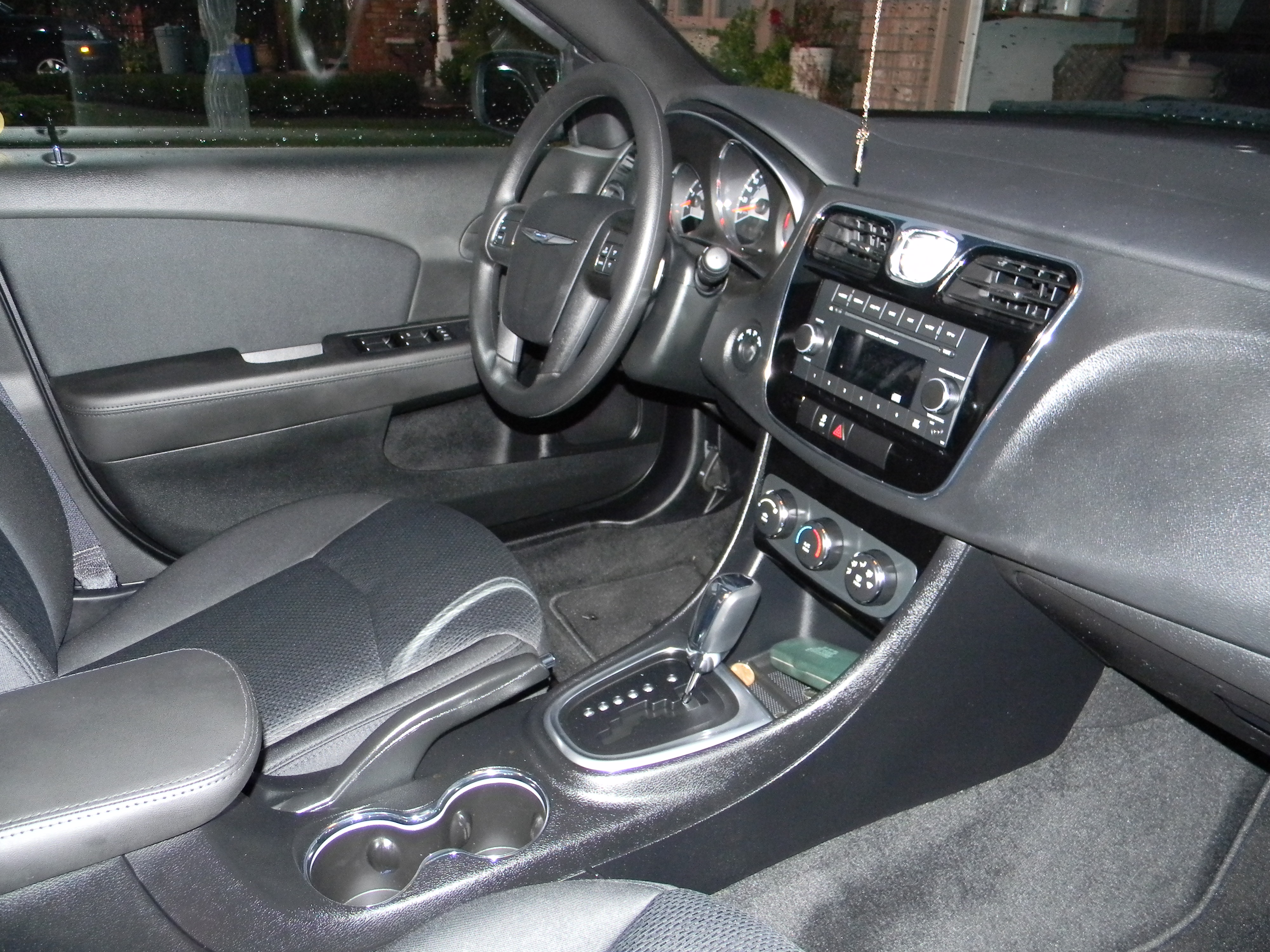
Chrysler 200 Sedan, interieur
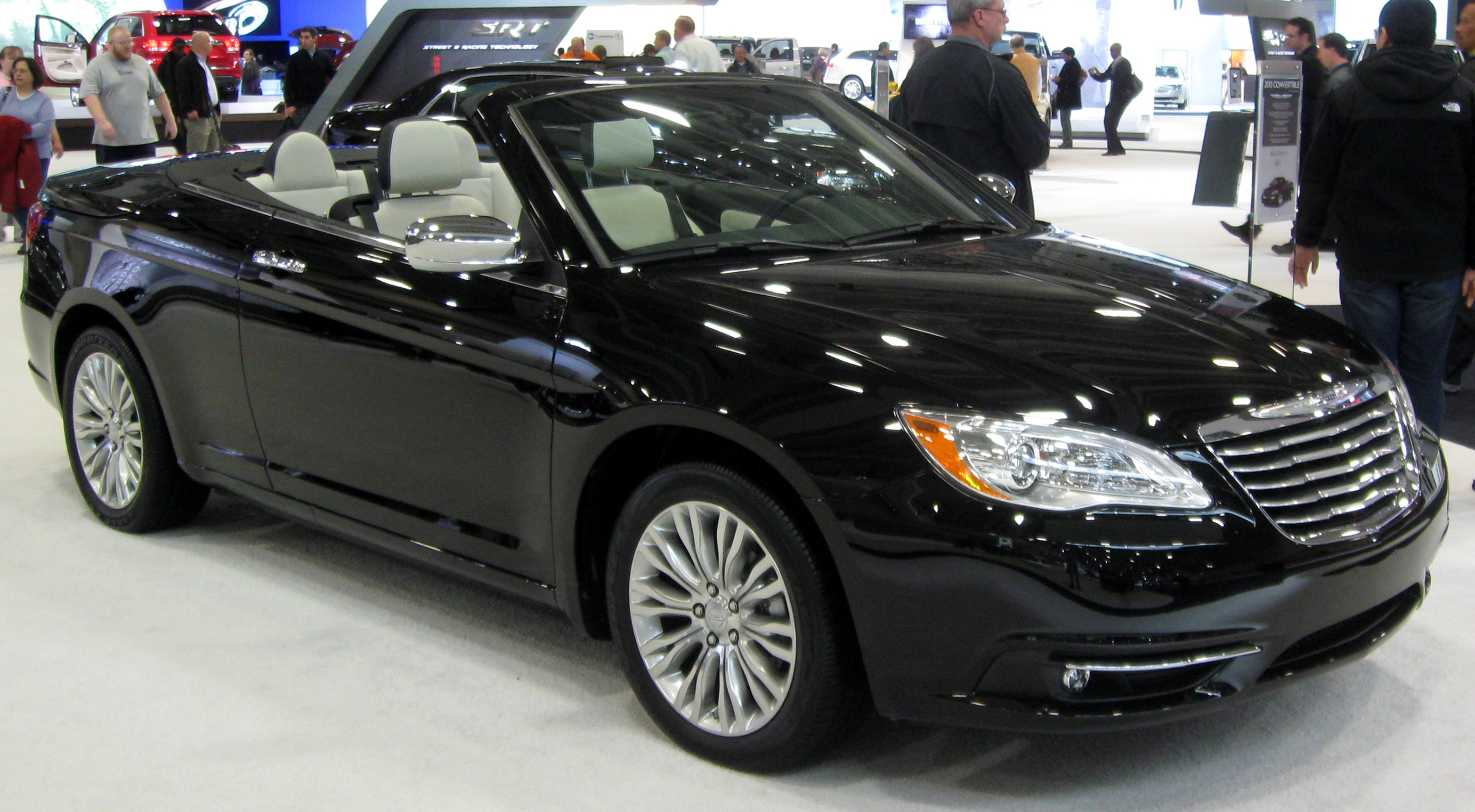
Chrysler 200 Cabriolet

### Lancia Flavia
In 2011 werd op het Autosalon van Genève de Lancia Flavia voorgesteld als conceptwagen in sedanvorm en werd ook een cabrioletversie aangekondigd. Later dat jaar werd de eerste productieversie van de cabriolet gepresenteerd op de IAA in Frankfurt. Uiteindelijk ging enkel de cabriolet in productie.
Vanaf medio 2012 werd de Lancia Flavia aangeboden op de Europese markt met een volledige uitrusting, inclusief lichtmetalen velgen en lederen interieur. De wagen was in Europa uitsluitend verkrijgbaar met een stoffen vouwdak, om in de traditie van de klassieke Lancia-cabrio's te passen.
In het najaar van 2014 kwam er een einde aan de verkoop van de Flavia omdat Lancia zich terugtrok uit verschillende Europese markten.

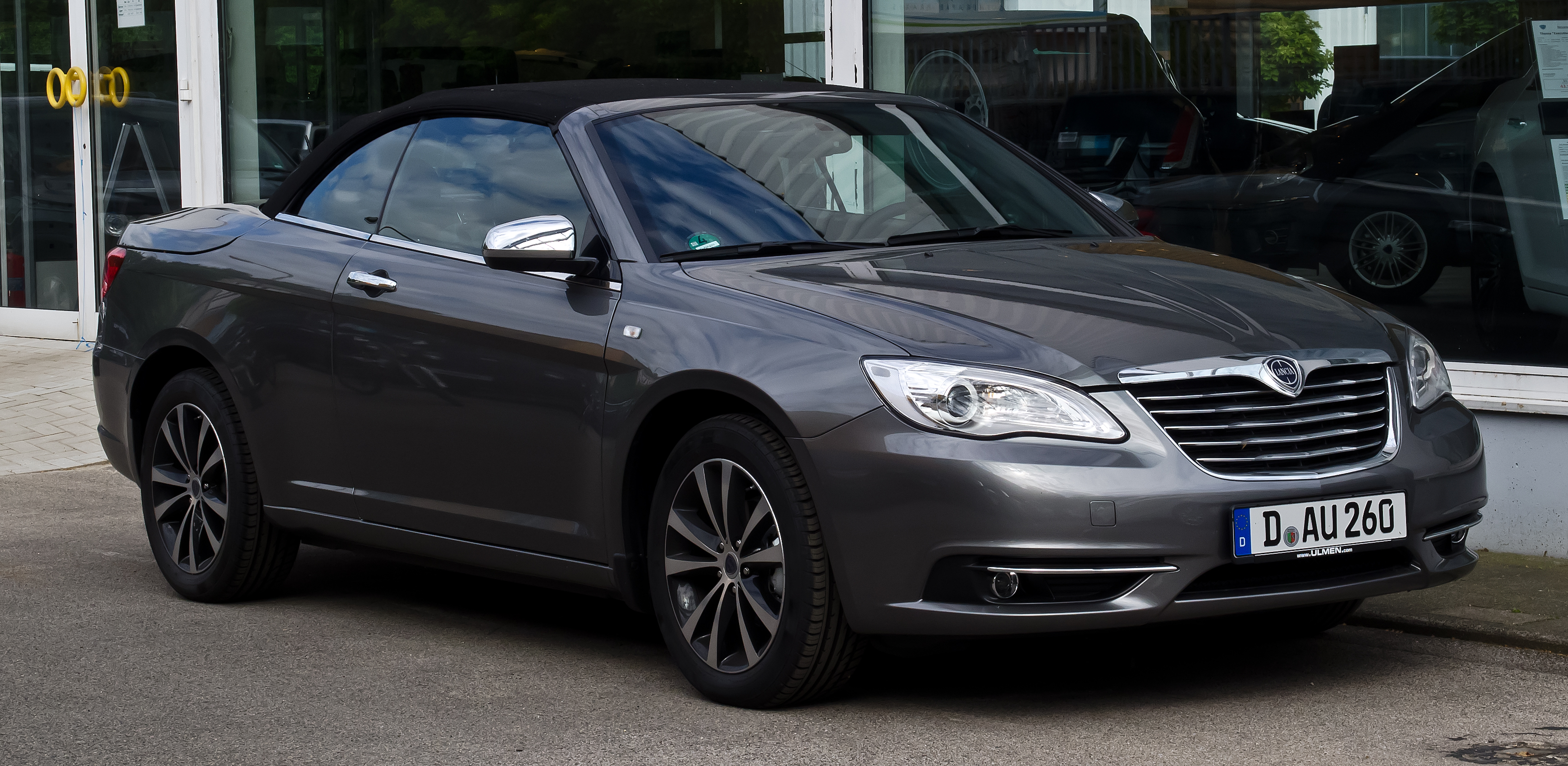
Lancia Flavia
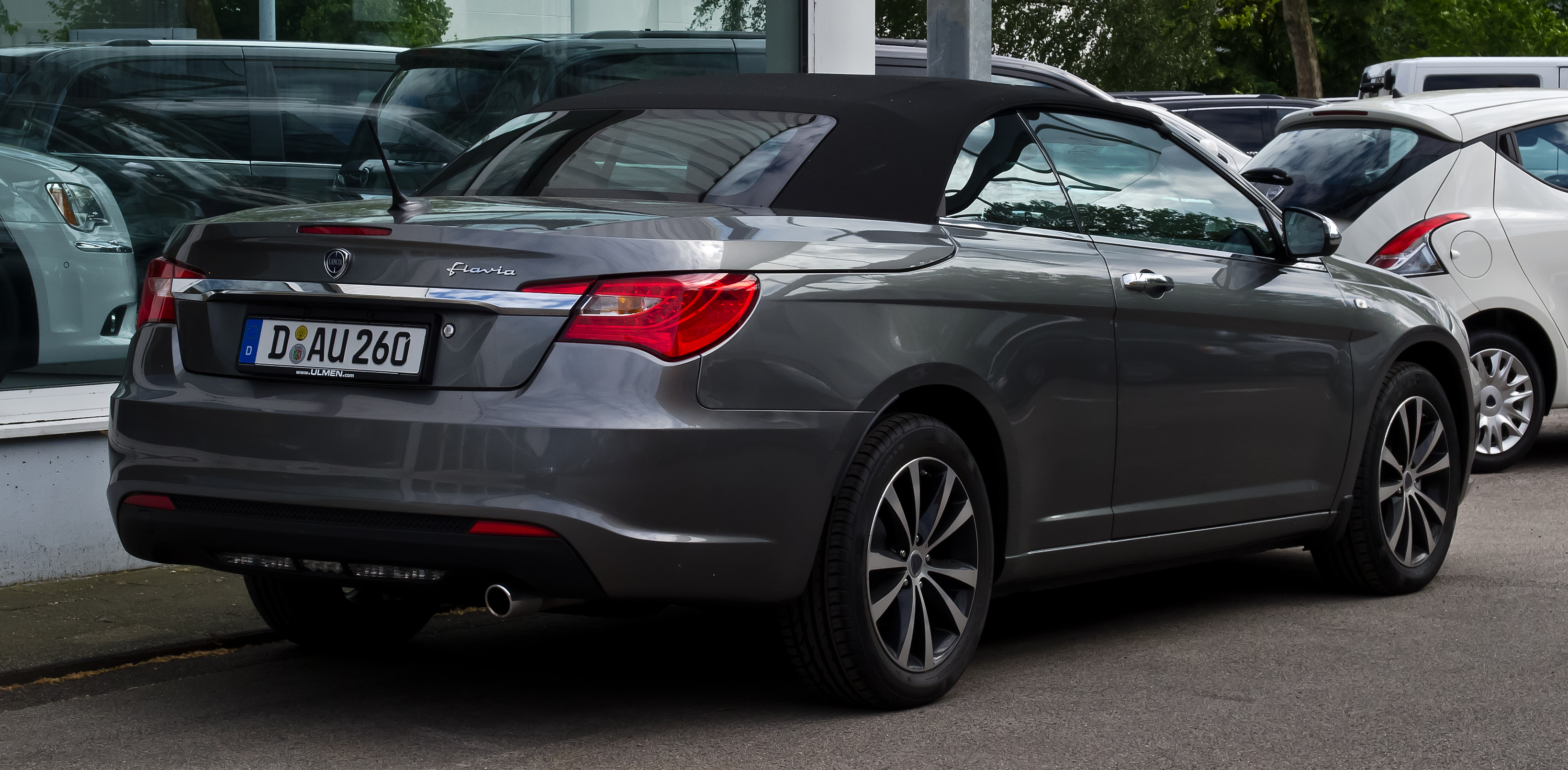
Lancia Flavia, achteraanzicht

### Technische gegevens
| Model  | Motor     | Motor        | Motor         | Motor  | Overbrenging                      | Topsnelheid | Markt        |
| Model  | Inhoud    | Cilinders    | Vermogen      | Koppel | Overbrenging                      | Topsnelheid | Markt        |
| ------ | --------- | ------------ | ------------- | ------ | --------------------------------- | ----------- | ------------ |
| 2.4    | 2.360 cm³ | vier-in-lijn | 125 kW/170 pk | 220 Nm | 4-traps automaat 6-traps automaat | 195 km/u    | VS en Europa |
| 3.6 V6 | 3.604 cm³ | V6           | 211 kW/287 pk | 353 Nm | 6-traps automaat                  | 246 km/u    | VS           |

## Tweede generatie (2014-2016)
In 2014 werd de tweede generatie van de Chrysler 200 voorgesteld op de NAIAS in Detroit. De productie van de cabrioletversie werd stopgezet, de 200 werd voortaan alleen nog als sedan aangeboden.
De tweede generatie werd aangedreven door een 2,4-liter viercilindermotor of door een nieuw ontwikkelde 3,6-liter V6-motor. Voor het eerst werd ook de mogelijkheid geboden om vierwielaandrijving te bestellen. Het motorvermogen werd overgebracht naar de wielen via een negentraps automatische transmissie van ZF. Een handgeschakelde versnellingsbak en een dieselmotor werden niet aangeboden.
Het interieur werd opnieuw ontworpen met materialen van hogere kwaliteit dan in de eerste generatie. In de optielijst waren onder andere een dodehoekassistent, adaptive cruise control, een rijvakassistent, een regensensor en een parkeerassistent terug te vinden.
De tweede generatie van de Chrysler 200 is gebaseerd op een aangepast Fiat-platform, dat gedeeld wordt met de Alfa Romeo Giulietta en de Dodge Dart. Eind 2016 stopte Chrysler met de productie van de 200, er kwam geen opvolger.

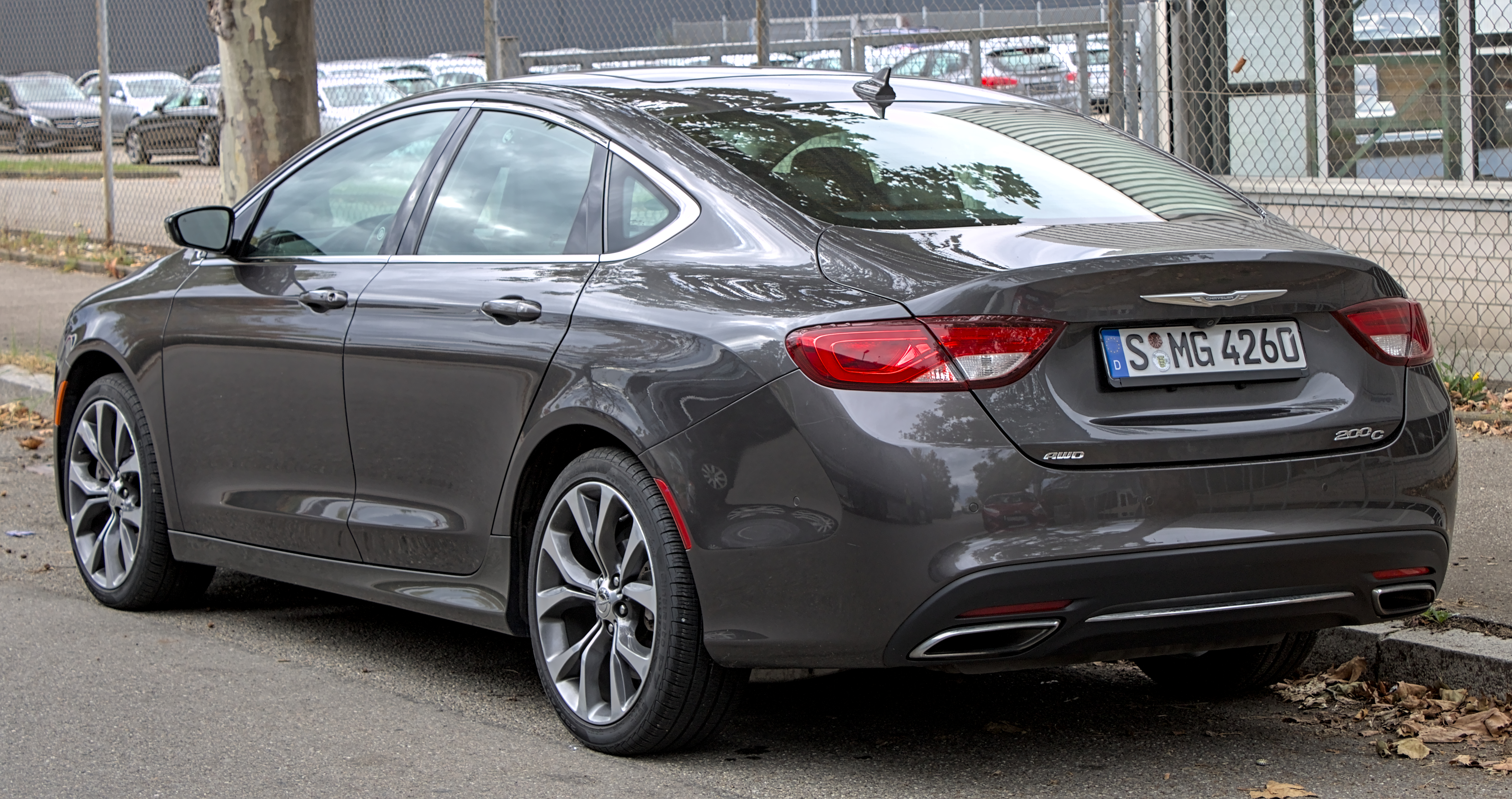
Chrysler 200 Sedan, achteraanzicht (tweede generatie)
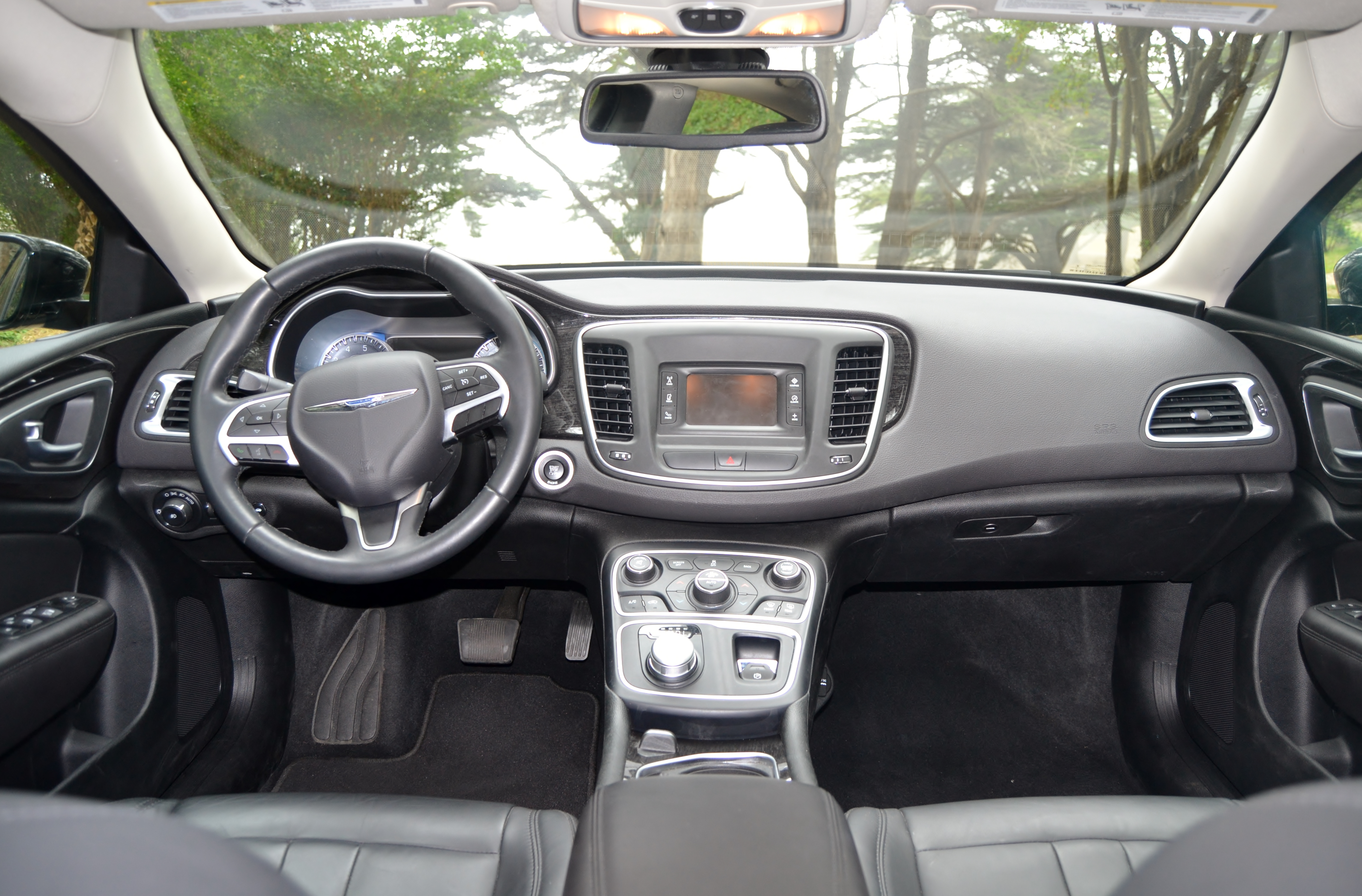
Chrysler 200 Sedan, interieur (tweede generatie)

### Technische gegevens
| Model            | Motor     | Motor        | Motor         | Motor  | Overbrenging     | Topsnelheid         | Aandrijving                               |
| Model            | Inhoud    | Cilinders    | Vermogen      | Koppel | Overbrenging     | Topsnelheid         | Aandrijving                               |
| ---------------- | --------- | ------------ | ------------- | ------ | ---------------- | ------------------- | ----------------------------------------- |
| 2.4 Tigershark   | 2.360 cm³ | vier-in-lijn | 137 kW/186 pk | 234 Nm | 9-traps automaat | 210 km/u (209 km/u) | voorwielaandrijving (vierwielaandrijving) |
| 3.6 Pentastar V6 | 3.605 cm³ | V6           | 220 kW/299 pk | 355 Nm | 9-traps automaat | 210 km/u (209 km/u) | voorwielaandrijving (vierwielaandrijving) |

Huidige modellen:
Pacifica ·
Voyager / Town & Country
Recente modellen:
200 ·
300 ·
300M ·
Aspen ·
Cirrus ·
Concorde ·
Crossfire ·
Daytona ·
Dynasty ·
Imperial ·
Intrepid ·
LeBaron ·
LHS ·
Neon ·
New Yorker ·
Pacifica ·
Prowler ·
PT Cruiser ·
Saratoga ·
Sebring ·
Stratus ·
TC by Maserati ·
Vision
Historische modellen na de Tweede Wereldoorlog:
180 ·
300 ·
Avenger ·
Conquest ·
Cordoba ·
Fifth Avenue ·
Horizon ·
Laser ·
Newport ·
Royal ·
Sigma ·
Sunbeam ·
Turbine Car ·
Valiant ·
Windsor
Historische modellen voor de Tweede Wereldoorlog:
70 ·
72 ·
77 ·
Airflow ·
Airstream ·
Four ·
Six